# Manuel Vescovi
Manuel Vescovi (Padova, 30 maggio 1970) è un politico italiano, senatore per la XVIII legislatura in quota Lega.

## Biografia
Padovano di nascita, è toscano d'adozione. Laureato in giurisprudenza all'Università di Bologna, dal 1990 al 1998 è agente scelto presso la Polizia di Stato.

## Carriera politica

### Incarichi locali in Veneto
Già dal 1991 si appassiona al percorso politico del movimento Lega Nord in Veneto, rivestendo anche il ruolo di segretario del movimento giovanile della provincia di Padova. Fu consigliere comunale dal 1993 al 1997 a Montegrotto Terme (PD).

### Incarichi locali in Toscana
Manuel Vescovi a partire dal 2006 si interessa al movimento Lega Nord in Toscana, nel 2010 è stato eletto Responsabile Formazione Militanti Scuola Quadri. Nel 2011 viene eletto come segretario provinciale di Pistoia. 
Il 21 aprile del 2013 viene eletto Segretario Regionale della Lega in Toscana. Durante il Congresso lancia un progetto denominato "Toscana 2020" dove indica l'obiettivo di vincere la Regione nel 2020 e tutti i passaggi intermedi fra cui l'elezione di almeno un consigliere regionale nel 2015, di almeno un sindaco leghista e infine di un capoluogo di provincia. Negli anni successivi la lega elegge sei consiglieri regionali alle elezioni del 2015, il centro-destra ottiene il sindaco in sei capoluoghi di provincia (Arezzo nel 2015, Grosseto nel 2016, Pistoia nel 2017, Massa, Pisa e Siena nel 2018). La Lega diviene il secondo partito nella Regione, concludendo con l'elezione di nove parlamentari in Toscana nel 2018.  

#### Consigliere regionale Toscana
Il 31 maggio 2015 diventa consigliere regionale della Toscana della Lega Nord della quale è capogruppo e componente della terza commissione.
Portavoce dell'opposizione dal 4 febbraio 2018 fino al 27 marzo 2018. Ha ricoperto la carica di consigliere regionale fino al 10 aprile 2018. Nella seduta dell'11 aprile 2018 il Consiglio regionale prende atto delle dimissioni dalla carica di consigliere in seguito alla sua elezione al Senato della Repubblica. È stato sostituito dalla consigliera Luciana Bartolini.

#### Consigliere comunale
Nel 2019 è eletto Consigliere Comunale nel comune di Cinigiano, in provincia di Grosseto, risultando il candidato ad aver ottenuto più preferenze.

### Senatore della Repubblica
Alle elezioni politiche del 2018 è stato eletto il 23 marzo 2018 nella XVIII legislatura della Repubblica Italiana nel gruppo parlamentare Lega Nord - Salvini circoscrizione Toscana. 
Segretario della 3ª Commissione permanente (Affari esteri, emigrazione) dal 21 giugno 2018, Vescovi è eletto dal Senato come delegato al Consiglio d'Europa e Vice-Presidente della delegazione italiana in Consiglio di Europa; da febbraio 2019 è anche presidente delle sezioni bilaterali di amicizia per l’Albania, istituite nell'ambito dell'Unione Interparlamentare (UIP).
Nel 2023 abbandona il gruppo della Lega per unirsi a quello di Fratelli d'Italia.

### Incarichi nazionali
Da ottobre 2018 fino a marzo 2022 ricopre il ruolo di Presidente dell’Accademia Federale Lega, lasciando il ruolo di Segretario della Lega in Toscana.